# Santo Tomé (Corrientes)

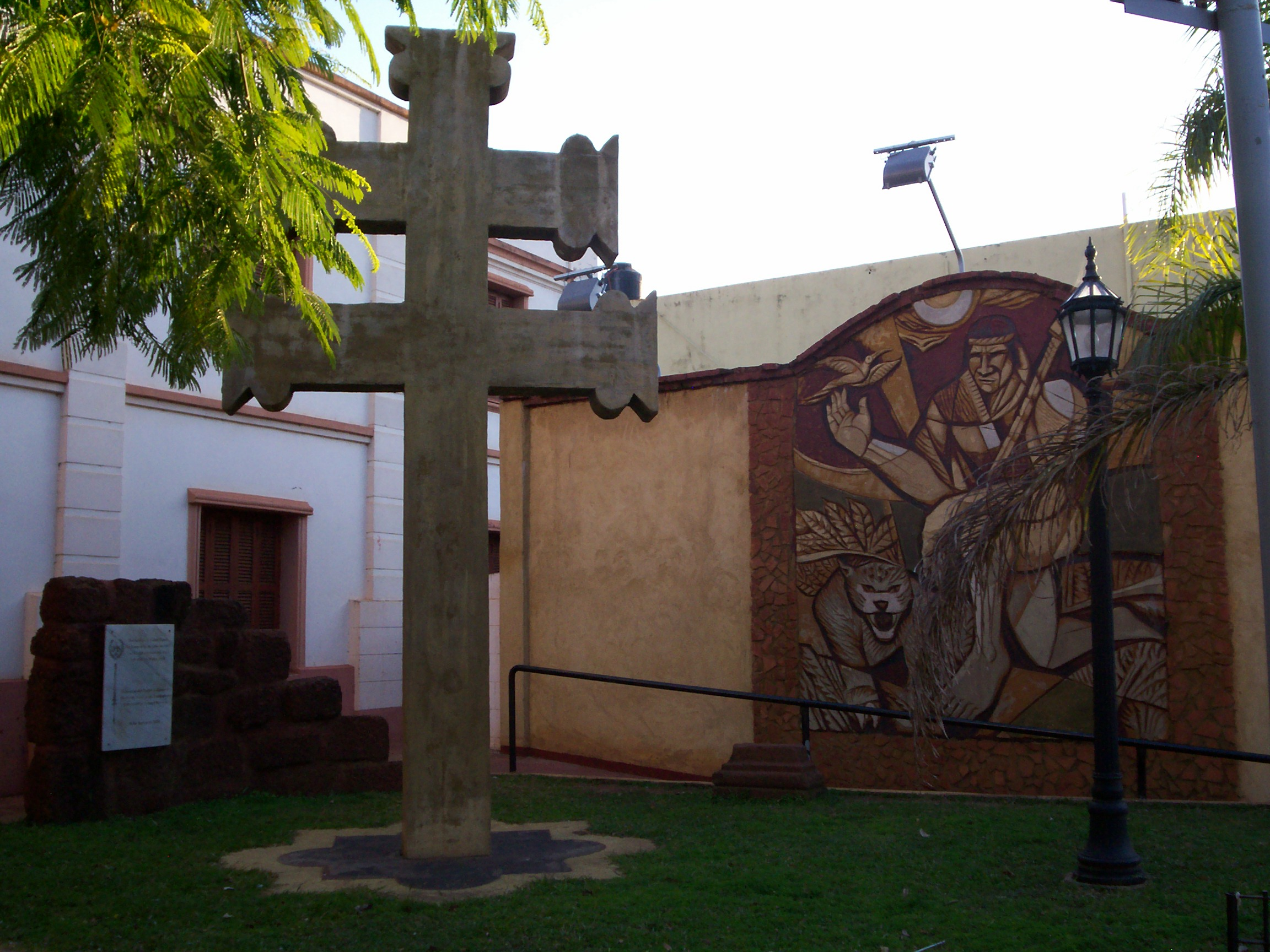
Antigua Reducción Jesuita de Santo Tomé.

Santo Tomé es una ciudad de la provincia de Corrientes, Argentina, cabecera del departamento homónimo. Se ubica a orillas del río Uruguay, a 392 km de la ciudad de Corrientes (capital de la provincia).  
Sus principales vías de comunicación son la RN 14 y la RP 94. A 5 km se halla el puente de la Integración que la une a la localidad brasileña de São Borja. A 2 km de este puente y sobre la RN 121 se halla la estación Hormiguero, perteneciente al municipio de Santo Tomé, donde se encuentra el centro único fronterizo que nuclea al Destacamento de Aduana Argentina y el de la Receita Federal do Brasil. 
La ciudad de Santo Tomé, es sede del Obispado homónimo.

## Historia
Los orígenes de Santo Tomé se remontan a 1632, año en que fue fundada por primera vez, en la provincia de Tapé (actual estado brasileño de Río Grande del Sur) por los sacerdotes Luis Ernot y Manuel Berthot. Este asentamiento no duró mucho debido al constante asedio de los mamelucos paulistas que atacaban los poblados en busca de esclavos.
En 1638 los jesuitas se instalaron en la villa o poblado que hoy ocupa la ciudad de Santo Tomé. Ese mismo año el poblado fue incendiado.
Los pobladores eligieron nuevos asentamientos, uno de esos lugares fue el paraje conocido como "Puerto Hormiguero" en el cual existió Santo Tomé durante alrededor de 40 años, sin embargo, el lugar se inundaba con frecuencia. Por este motivo, en 1858 empezaron a migrar al actual emplazamiento, dando inicio a la reconstrucción de la ciudad. Finalmente, el 27 de agosto de 1863, el entonces gobernador de la provincia, Don Manuel Lagraña, firmó el decreto que reconocía el restablecimiento y refundación de la ciudad.

## Población
Cuenta con 31 879 habitantes (Indec, 2022), lo que representa un incremento del 36,8% frente a los 23 299 habitantes (Indec, 2010) del censo anterior, gracias a la creación de universidades y sus numerosos estudiantes, generalmente provenientes de Brasil.
| Gráfica de evolución demográfica de Santo Tomé entre 1991 y 2022 |
|                                                                  |
| Fuente: censos nacionales del INDEC                              |

## Cultura
Cuenta con dos museos, el Depósito "Miguel J. Centeno", de historia y motivos tradicionalistas, y el Museo Histórico Regional "Pablo Argilaga". El templo principal de la Iglesia Católica conserva pertenencias de la antigua reducción jesuítica. Es sede de dos universidades y varios institutos terciarios. 
En los meses de enero y febrero los carnavales congregan gran número de personas para ver sus comparsas.

## Turismo
Entre sus principales atractivos se destacan los cámpines a orillas del río Uruguay, los carnavales y el "Festival del Folclore Correntino", que se desarrolla durante la segunda quincena de noviembre. Otros atractivos son sus 2 museos, el Monumento a Andresito Guazurarí (Andrés Guaçurarý y Artigas), la plaza San Martín, de estilo colonial y la iglesia catedral de la Inmaculada Concepción. Entre sus edificios se cuentan la Escuela Normal "Victor Mercante", ubicado en la calle principal, donde además se extienden los comercios y galerías, el Hospital Universitario San Juan Bautista (Hospital cabecera en la región), un estadio de fútbol y complejo polideportivo municipal. En la zona de paseo ribereño, cercano a la bajada del río, existen extensos murales y en sus calles, pequeñas esculturas en forma de columnas vistosas. Además, un monumento con mirador de 8 m de altura en honor al Santo Tomás y un hito, considerado el arco de entrada, con motivo de una cruz jesuítica en el ingreso a la ciudad. La ciudad también cuenta con un club social, dos discotecas bailables, pequeños pubs y un casino. 

### Carnavales
Los carnavales de Santo Tomé Corrientes, se realizan desde los años 1960, con la aparición de la primera comparsa llamada Turma Do Fon Fon, en 1959. Un año después nació la Comparsa Marabú. Luego se sumarían Cerro Berá, Ipanema y Colón. También tuvo un paso fugaz la comparsa Diablo Show.
Este tradicional carnaval tiene un estilo carioca y convoca a miles de personas. El desfile se realiza por un Corsódromo construido especialmente para este evento.

## Economía
Sus principales actividades económicas son el comercio fronterizo y la oferta académica de grado; los emprendimientos agropecuarios y ganaderos en las afueras de la ciudad y en pueblos cercanos son su actividad tradicional. Junto a otras nueve localidades integra la "Microrregión Tierra Colorada". Posee una decena de hoteles de variadas categorías y servicios. También son importantes los emprendimientos forestales y aserraderos.

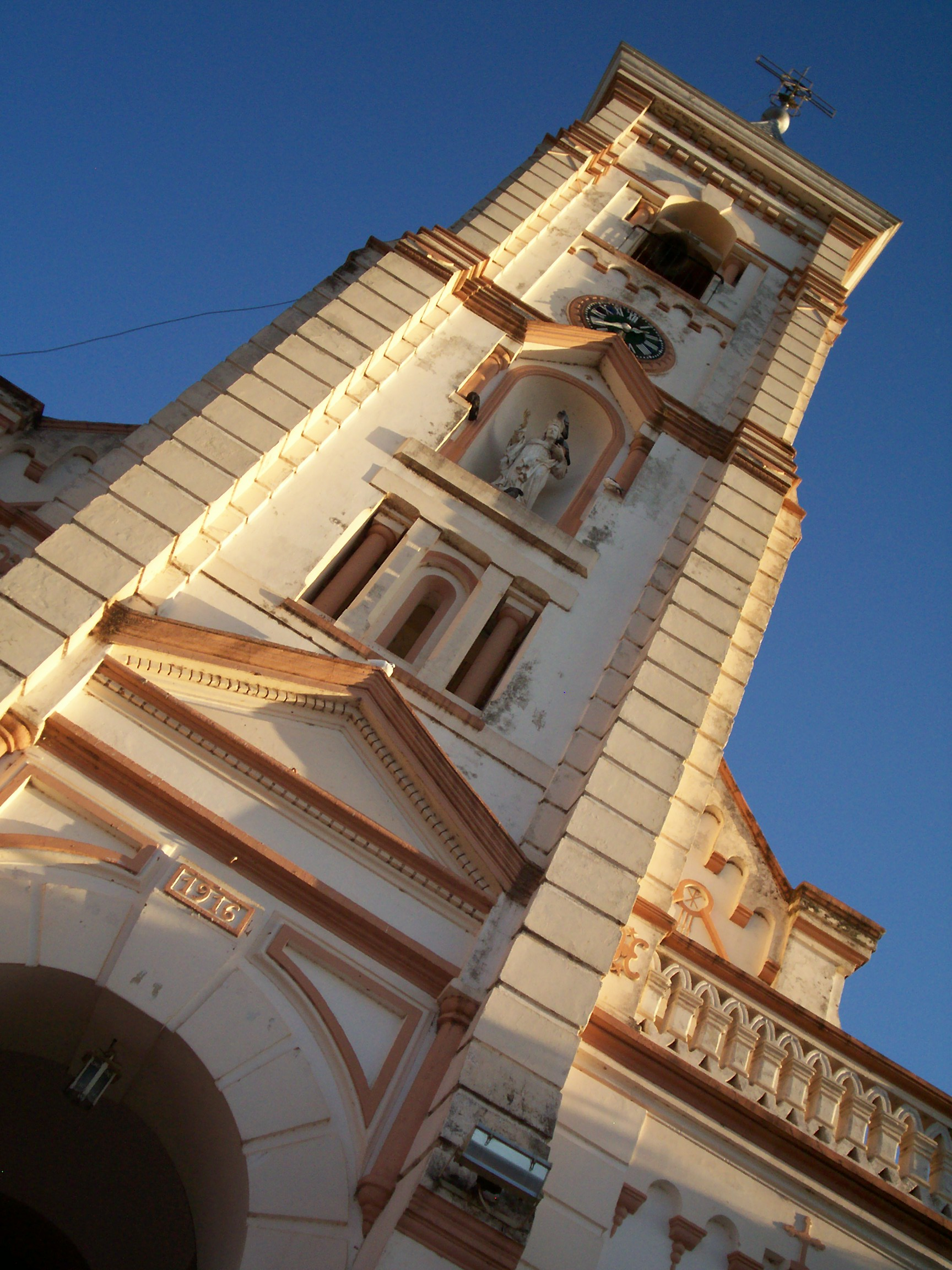
Iglesia Inmaculada Concepción (Santo Tomé).

## Parroquias de la Iglesia católica en Santo Tomé
| Diócesis  | Santo Tomé                     |
| --------- | ------------------------------ |
| Parroquia | Catedral Inmaculada Concepción |